# Robert Sidney Foster
Sir Robert Sidney Foster (Londra, 11 agosto 1913 – Cambridge, 12 ottobre 2005) è stato un diplomatico e politico britannico.

## Carriera
Entrò nel servizio amministrativo nel 1936 in Rhodesia del Nord. Rimase lì e in Nyasaland (oggi Malawi) fino al 1964, prima come cadetto fino al 1938, e poi come ufficiale distrettuale fino al 1940. Fu Maggiore Provinciale (1957-1960) prima di servire come Segretario al Ministero degli Affari Nativi (1960-1961), quando divenne segretario capo di Nyasaland, carica che ha ricoperto fino al 1963. È stato vice governatore della Nyasaland (1963-1964).
Nel 1964 lasciò l'Africa per le isole del Pacifico a divenne alto commissario del Pacifico occidentale. In questa veste, ha avuto la responsabilità generale per le colonie britanniche e protettorati nella regione, vale a dire le Isole Salomone, le Isole Gilbert ed Ellice (ora Kiribati e Tuvalu). Rimase Alto Commissario fino al dicembre 1968, quando divenne Governatore delle Figi. Quando Figi divenne indipendente il 10 ottobre 1970, ha assunto la nuova carica di governatore generale. Il suo ruolo non cambiò molto. Si ritirò il 13 gennaio 1973.

## Morte
Foster sposò Madge Walker nel 1947. Morì il 12 ottobre 2005.